# Astroniwa
Astroniwa is een geslacht van slangsterren uit de familie Gorgonocephalidae.

## Soorten
- Astroniwa nukurangi McKnight, 2000